# Time honoured ghosts
Time honoured ghosts is het zesde studioalbum van de Britse rockband Barclay James Harvest.

## Achtergrond
Van het vorig album Everyone is everybody else wilde het platenlabel het lied Child of the universe als single uitgegeven. De band vond de opname echter niet geschikt voor de single en doken opnieuw de geluidsstudio in voor een herstart. Na wat mislukte pogingen nam BJH contact op met muziekproducent Elliot Mazer, die beoogd producer was van dat album, maar toen niet vrij was. Hij werkte toen onder andere met Linda Ronstadt en met Neil Young, de opnamen van diensTime fades away liepen echter uit. De kennismaking tussen BJH en Mazier dateerde uit 1973, toen Mazier een concert van BJH bezocht. Hij deelde de band toen mee dat hun muziek nog te maken had met “matige productie”. Opnamen voor het album Time honoured ghosts begonnen direct nadat BJH een uitgebreide tournee achter de rug hadden door het Verenigd Koninkrijk en Duitsland, daar samen met Electric Light Orchestra. Ze trokken naar San Francisco om er onder leiding van Mazier opnamen te doen in diens geluidsstudio His Master’s Wheel. Ook die opnamen liepen uit, met name Wolstenholme kreeg het idee dat Mazier BJH te veel Amerikaans wilde laten klinken.
De titel werd bedacht door de vrouw van Harvey Lisberg, toenmalig manager van BJH, die de titel vermoedelijk weer elders had gehoord. De plaat werd gestoken in een hoes naar model van het schilderij Harvest van Maxfield Parrish (man met zeis), aangevuld met werk van Bill Dare en het logo (vlinder met vrouwenlichaam).  
In de nasleep van het album ging BJH opnieuw op tournee en gaven gedurende tweeënhalve maand lang concerten in West-Europa. Ze deed daarbij ook Nederland aan, waarbij NRC en Het Parool respectievelijk vermeldden “geen hoogvlieger“ en "tweeslachtige muziek".
BJH wilde ondanks de bezwaren toch weer met Mazier werken voor hun volgende album, maar Mazier had het te druk en de visa van de BJH-leden verliepen, dus keerde ze onverrichter zaken terug naar Engeland. 
OOR's Pop-encyclopedie versie 1979 constateerde dat dit album de band weer terugbracht bij het grote publiek, maar dat dat even later weer wegvloeide, behalve in Duitsland.

## Musici
- John Lees – akoestische en elektrische gitaren, zang
- Les Holroyd – basgitaar, zang
- Woolly Wolstenholme – toetsinstrumenten, zang
- Mel Pritchard – drumstel, zang

## Muziek
| Nr. | Titel                                  | Duur |
| --- | -------------------------------------- | ---- |
| 1.  | In my life (John Lees)                 | 4:39 |
| 2.  | Sweet Jesus (Les Holroyd)              | 3:30 |
| 3.  | Titles (trad. John Lees)               | 3:49 |
| 4.  | Jonathan (Les Holroyd)                 | 4:45 |
| 5.  | Beyond the grave (Stuart Wolstenholme) | 4:08 |

| Nr. | Titel                             | Duur |
| --- | --------------------------------- | ---- |
| 1.  | Song for you (Les Holroyd)        | 5:20 |
| 2.  | Hymn for the children (John Lees) | 3:39 |
| 3.  | Moon girl (Les Holroyd)           | 4:51 |
| 4.  | One night (John Lees)             | 5:21 |

Het album werd in de compact discversie uitgebreid met een van de opnamen van Child of the universe (13 januari 1975, Advision Studio), maar destijds niet gebruikt werden voor de single. In 2021 kwam er een uitgewerkte versie uit via Esoteric Recordings onder beheer van Mark Powell met meer bonustracks, nieuwe remastering en demo’s. Titles werd als single uitgegeven en werd een van de twee hits die de band in Nederland zou krijgen. Het album bleef ongenoteerd in de albumlijsten. In Engeland stond het drie weken genoteerd met een hoogste plaats 32. 

### Jonathan
Jonathan voert terug op het boek Jonathan Livingstone Seagull van Richard Bach. BJH stond toen op de nominatie betrokken te raken bij de opnamen van een film getiteld Windsong over het leven in een rockband. De film werd nooit geschoten, de titel is nog terug te vinden in de zin "like the windsong on the breeze he seems to sigh".

### Hymn for the children
Hymn for the children is een protestlied tegen oorlog en een vervolg op Summer soldier en Child of the universe